# Leaves from the Books of Charles Dickens
Leaves from the Books of Charles Dickens è un cortometraggio muto del 1912. Il nome del regista non viene riportato nei credit del film.

## Produzione
Il film fu prodotto dalla Britannia Films.

## Distribuzione
Distribuito dalla Pathé Pictures International, il film - un cortometraggio di 225 metri - uscì nelle sale cinematografiche britanniche nel gennaio 1912.